# Руд Гуд Гудібрас
Руд Гуд Гудібрас (валл. Run baladr bras, англ. Rud Hud Hudibras) — відповідно до твору Джефрі Монмутського, дев'ятий Міфічний король Британії, син короля Лайла. Вступив на трон після смерті батька, на той час у Британії тривала громадянська війна. Він припинив війну, заснував місто Керайнт (зараз Кентербері). Говорять, що він також заснував міста Вінчестер і Шафтсбері.